# خليج أفاتشا

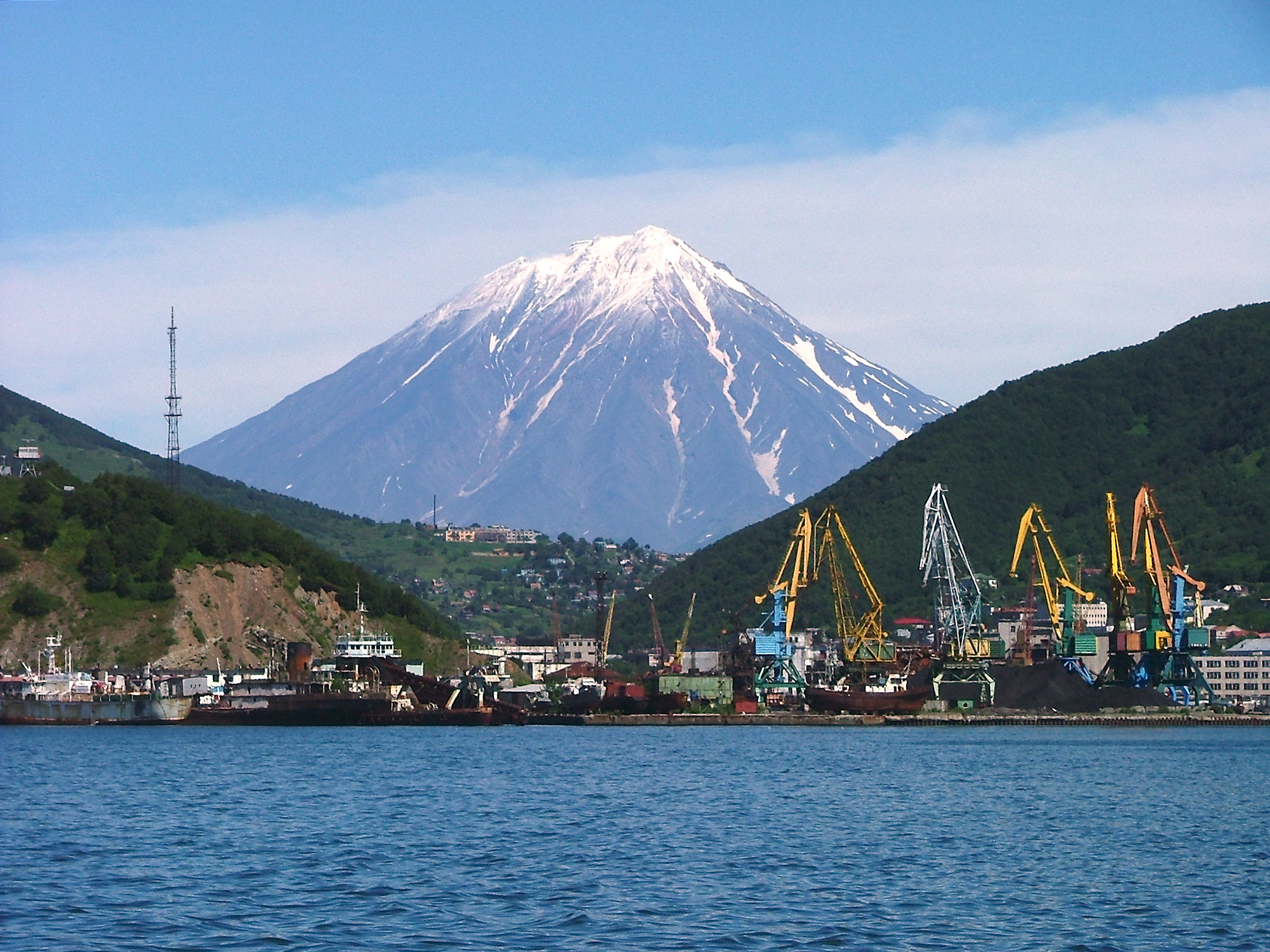
بركان بتروبافلوفسكي وكورياكسكي كما يشاهد من خليج أفاشا

خليج أفاتشا (بالروسية: Авачинская губа، Авачинская бухта) هو خليج على المحيط الهادئ على الساحل الجنوبي الشرقي لشبه جزيرة كامشاتكا. يبلغ طوله 24 كم ويصل عرضه عن الفتحة 3 كم ويصل أقصى عمق فيه إلى 26 م.
يصب نهر أفاشا في هذا الخليج، ويقع على ساحله ميناء بيتروبافلوفسك-كامتشاتسكي والمدينة المغلقة فيلوتشنسك. يعتبر خليج أفاشا بوابة النقل الرئيسية في منطقة كامشاتكا وهذا الخليج يتجمد في الشتاء.
اكتشف لأول مرة من قبل فيتوس بيرنغ في 1729. وجرى المسح عليه من قبل الكابتن ميخائيل تيبنكوف (Mikhail Tebenkov) من القوات البحرية الإمبراطورية الروسية في الثلاثينات من القرن التاسع عشر.

## وصف
يعتبر خليج أفاشا من أكبر الخلجان في العالم وهو قادر على احتواء أي سفينة في العالم. تبلغ المساحة الكلية 215 كيلومتر مربع مع عمق يصل إلى 26 مترا. الأنهار الرئيسية التي تصب في الخليج هي نهر أفاشا ونهر باراتونكا. وتستضيف هذا الخليج القاعدة الرئيسية للأسطول الروسي في المحيط الهادئ.